# Chignall St James
Chignall St James – wieś w Anglii, w hrabstwie Essex, w dystrykcie Chelmsford, w civil parish Chignall. Leży 6 km na północny zachód od miasta Chelmsford i 48 km na północny wschód od Londynu. W 1881 roku civil parish liczyła 224 mieszkańców.